# وست دس موینس (آیووا)
وست دس موینس (به انگلیسی: West Des Moines) شهری در ایالت آیووا کشور ایالات متحده آمریکا است که جمعیت آن در سرشماری سال ۲۰۱۰ میلادی، ۵۶٬۶۰۹ نفر بوده‌است.